# Chris Moss
Christopher Vashon Moss, detto Chris (Columbus, 7 febbraio 1980), è un ex cestista statunitense.